# 蒙巴朗
蒙巴朗（法語：Monbalen）是法国洛特-加龙省的一个市镇，位于该省东部，属于阿让区。该市镇总面积13平方公里，2009年时的人口为427人。

## 交通
法国国道N21线和洛特-加龙省省道D110线在境内交汇。

## 人口
蒙巴朗人口变化图示